# Alcalà de Xivert
Alcalà de Xivert (Spanisch: Alcalá de Chivert) ist eine Gemeinde in der Provinz Castellón der Autonomen Gemeinschaft Valencia in Spanien.

## Geografie
Der Hauptort liegt landeinwärts in einem flachen Tal zwischen den beiden Gebirgszügen Serra d'Irta und Serra de les Talaies. Im Tal gibt es keinen Fluss, sondern das Wasser entspringt in natürlichen Teichen, den sogenannten Basses.

## Geschichte
Die ansässige Burg hatte eine wichtige Position für die Kontrolle der Routen entlang der Mittelmeerküste. Hier stand eine maurische Burg (der Name der Stadt leitet sich vom arabischen al-qalat = „die Burg“ ab), die 1234 von Jakob I. von Aragón erobert wurde, der den Ort auch mit christlichen Einwohnern besiedeln ließ.
Am 30. August 1905 kamen Wissenschaftler aus der ganzen Welt nach Alcalà de Xivert, um eine totale Sonnenfinsternis zu beobachten, die ein Gebiet von der nordafrikanischen Küste bis in den Nordosten Spaniens abdeckte.
In der heutigen Zeit ist die Wirtschaft der Stadt hauptsächlich dem Tourismus gewidmet, mit mehreren Stränden und einem belebten Jachthafen in den Dörfern an der Küste, Alcossebre, Capicorb und Les Fonts.

## Sehenswürdigkeiten
Das Wahrzeichen der Stadt ist die Esglèsia de Sant Joan Baptista (Kirche des Heiligen Johannes des Täufers), die 1736–1766 erbaut wurde, mit einer großen Kuppel, einem bemerkenswerten Barockportal und einem 68 Meter hohen Turm, der weithin sichtbar ist.
Die Burg von Xivert wurde im 12. Jahrhundert von den Mauren erbaut und später von den Tempelrittern erobert.

## Persönlichkeiten
- Vicente Iturat (1928–2017), Radrennfahrer